# 빌 헤이든

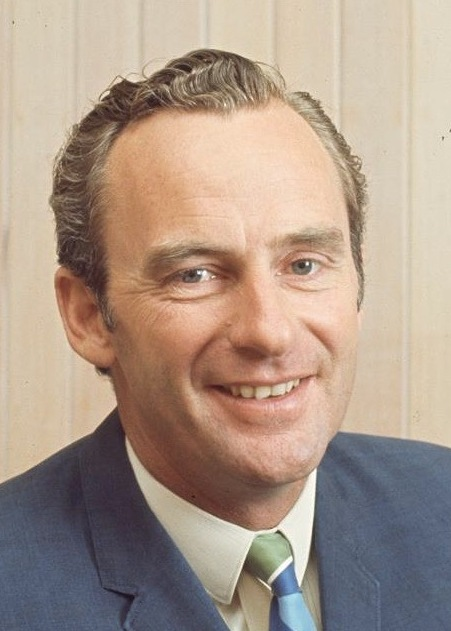
1973년 모습

빌 헤이든(Bill Hayden, 본명: 윌리엄 조지 헤이든 AC, William George Hayden AC, 1933년 1월 23일 – 2023년 10월 21일)는 1989년부터 1996년까지 호주의 제21대 총독을 역임한 호주의 정치인이다. 1977년부터 1983년까지 오스트레일리아 노동당의 지도자이자 야당의 지도자였다. 1983년부터 1988년까지 밥 호크 휘하에서 외교통상부 장관을 역임했고, 1975년 고프 휘틀럼 휘하에서 호주 재무장관을 역임했다.
헤이든은 퀸즐랜드주 브리즈번에서 태어났다. 그는 브리즈번 주립 고등학교를 졸업한 후 퀸즐랜드 경찰에 입사하여 8년 동안 경찰관으로 일하면서 퀸즐랜드 대학교에서 시간제로 경제학을 공부했다. 헤이든은 1961년 연방 선거에서 28세의 나이로 하원 의원으로 선출되었다. 헤이든은 만프레드 크로스(Manfred Cross), 더그 맥클렐랜드(Doug McClelland)와 함께 사망 당시 생존한 최초의 노동당 의원으로 선출되었다. 1972년 고프 휘틀럼이 노동당을 승리로 이끌었을 때 헤이든은 사회 보장부 장관으로 임명되었다. 그는 1975년에 재무관으로 짐 케언즈(Jim Cairns)를 대신했지만 정부가 해산되기 전까지 5개월만 재임했다.

## 역대 선거 결과
| 선거명      | 직책명                   | 대수 | 정당                  | 득표율 | 득표수   | 결과 | 당락                 |
| ----------- | ------------------------ | ---- | --------------------- | ------ | -------- | ---- | -------------------- |
| 1961년 선거 | 하원의원 (옥슬리 선거구) | 24대 | 오스트레일리아 노동당 | 52.7%  | 22,247표 | 1위  | 옥슬리 하원의원 당선 |
| 1963년 선거 | 하원의원 (옥슬리 선거구) | 25대 | 오스트레일리아 노동당 | 57.6%  | 25,194표 | 1위  | 옥슬리 하원의원 당선 |
| 1966년 선거 | 하원의원 (옥슬리 선거구) | 26대 | 오스트레일리아 노동당 | 57.2%  | 25,692표 | 1위  | 옥슬리 하원의원 당선 |
| 1969년 선거 | 하원의원 (옥슬리 선거구) | 27대 | 오스트레일리아 노동당 | 67.1%  | 34,084표 | 1위  | 옥슬리 하원의원 당선 |
| 1972년 선거 | 하원의원 (옥슬리 선거구) | 28대 | 오스트레일리아 노동당 | 65.8%  | 38,372표 | 1위  | 옥슬리 하원의원 당선 |
| 1974년 선거 | 하원의원 (옥슬리 선거구) | 29대 | 오스트레일리아 노동당 | 57.0%  | 39,323표 | 1위  | 옥슬리 하원의원 당선 |
| 1975년 선거 | 하원의원 (옥슬리 선거구) | 30대 | 오스트레일리아 노동당 | 50.2%  | 36,879표 | 1위  | 옥슬리 하원의원 당선 |
| 1977년 선거 | 하원의원 (옥슬리 선거구) | 31대 | 오스트레일리아 노동당 | 55.0%  | 36,084표 | 1위  | 옥슬리 하원의원 당선 |
| 1980년 선거 | 하원의원 (옥슬리 선거구) | 32대 | 오스트레일리아 노동당 | 64.1%  | 45,094표 | 1위  | 옥슬리 하원의원 당선 |
| 1983년 선거 | 하원의원 (옥슬리 선거구) | 33대 | 오스트레일리아 노동당 | 66.9%  | 49,837표 | 1위  | 옥슬리 하원의원 당선 |
| 1984년 선거 | 하원의원 (옥슬리 선거구) | 34대 | 오스트레일리아 노동당 | 59.5%  | 32,921표 | 1위  | 옥슬리 하원의원 당선 |
| 1987년 선거 | 하원의원 (옥슬리 선거구) | 35대 | 오스트레일리아 노동당 | 59.9%  | 36,246표 | 1위  | 옥슬리 하원의원 당선 |